# 1º Reggimento artiglieria terrestre (montagna)
Il 1º Reggimento artiglieria terrestre (montagna)  è un reparto della Brigata alpina "Taurinense" dell'Esercito Italiano con sede a Fossano (CN).

## Simbolo

### Scudo
Di rosso alla croce d'argento caricata in cuore del torello furioso d'azzurro ed attraversata da un lambello di tre pendenti dello stesso; il tutto abbassato al capo d'oro con il quartiere franco nero leone d'argento armato e lampassato di rosso.

### Ornamenti esteriori

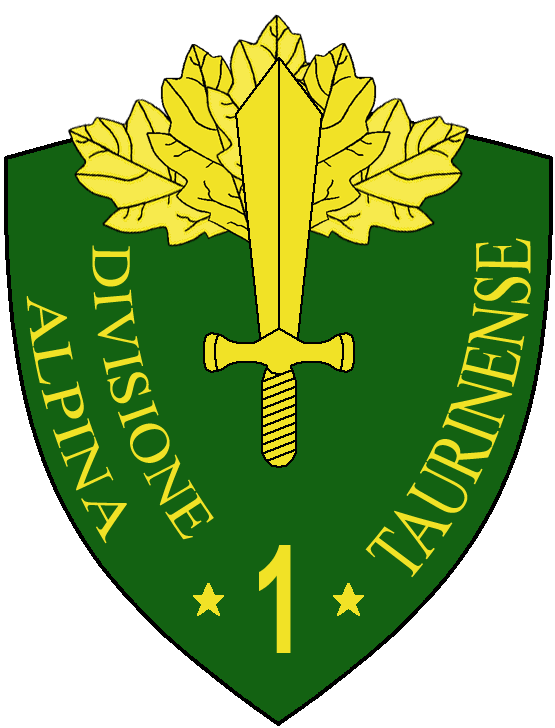
Scudetto della 1ª Divisione alpina "Taurinense"

Sullo scudo corona tinta d'oro, accompagnata sotto da nastri annodati nella corona scendenti e svolazzanti in sbarra e in banda ai lati dello scudo, rappresentativi delle ricompense al valore. Sotto su lista bifida d'oro, svolazzante, concavità rivolta verso l'alto, il motto "Nulla via invia"

## Storia
Le origini del reggimento risalgono al 1º novembre 1887, quando venne costituito il Reggimento artiglieria da montagna, con due brigate cedute dai reggimenti artiglieria da fortezza 14° e 16°. Il 1º ottobre 1909 quando il reggimento trasferì cinque batterie al costituendo 2º reggimento artiglieria da montagna assunse diventa la denominazione di 1º Reggimento artiglieria, al comando del maggiore Pietro Lanfranco.
Il reggimento nel 1911-12 prese parte alla guerra italo-turca che portò alla conquista della Libia da parte del Regno d'Italia.
Il reggimento ha partecipato alla prima guerra mondiale con i gruppi "Susa", "Aosta", "Pinerolo" e "Mondovì".
Nel 1935 venne inquadrato nella 1ª Divisione alpina "Taurinense" prendendo la denominazione di 1º Reggimento artiglieria "Taurinense" e, nel 1935-1936 col gruppo "Susa", inquadrato nella Divisione alpina "Pusteria", ha partecipato alla guerra d'Etiopia.
Nel corso della seconda guerra mondiale con i gruppi artiglieria alpina "Susa" e "Aosta", ha partecipato all'Occupazione italiana del Montenegro.
Nell'ottobre 1943, dopo l'armistizio dell'8 settembre, il reggimento venne sciolto; gli elementi del gruppo "Aosta", furono inquadrati nella Divisione italiana partigiana "Garibaldi" in Montenegro, andando a formare una brigata partigiana che prese parte alla lotta in territorio jugoslavo contro gli occupanti tedeschi a fianco delle formazioni partigiane jugoslave, fino a novembre 1944. Per questi fatti nel 1947 il reparto ricevette la medaglia d'oro al valor militare. 
Dal 2 luglio 1944 il maggiore Carlo Ravnich, già comandante dell'ex Gruppo "Aosta" assunse il comando della Divisione partigiana "Garibaldi" fino al suo rientro in Italia.

## Dopoguerra
Viene ricostituito nel 1952 con sede a Rivoli come Reggimento artiglieria da montagna, con i gruppi "Aosta", "Susa" e "Pinerolo". Il 1º luglio 1957 va in aiuto delle popolazioni del cuneese colpite da un'alluvione meritando una medaglia d'argento al valor civile.
Nel 1975 con la ristrutturazione dell'Esercito Italiano che tra le altre cose aboliva il livello reggimentale, veniva sciolta e rimanevano in vita solamente il gruppo "Pinerolo" e il gruppo "Aosta" il quale ereditava bandiera e tradizioni del reggimento ed entrava nella brigata alpina "Taurinense".

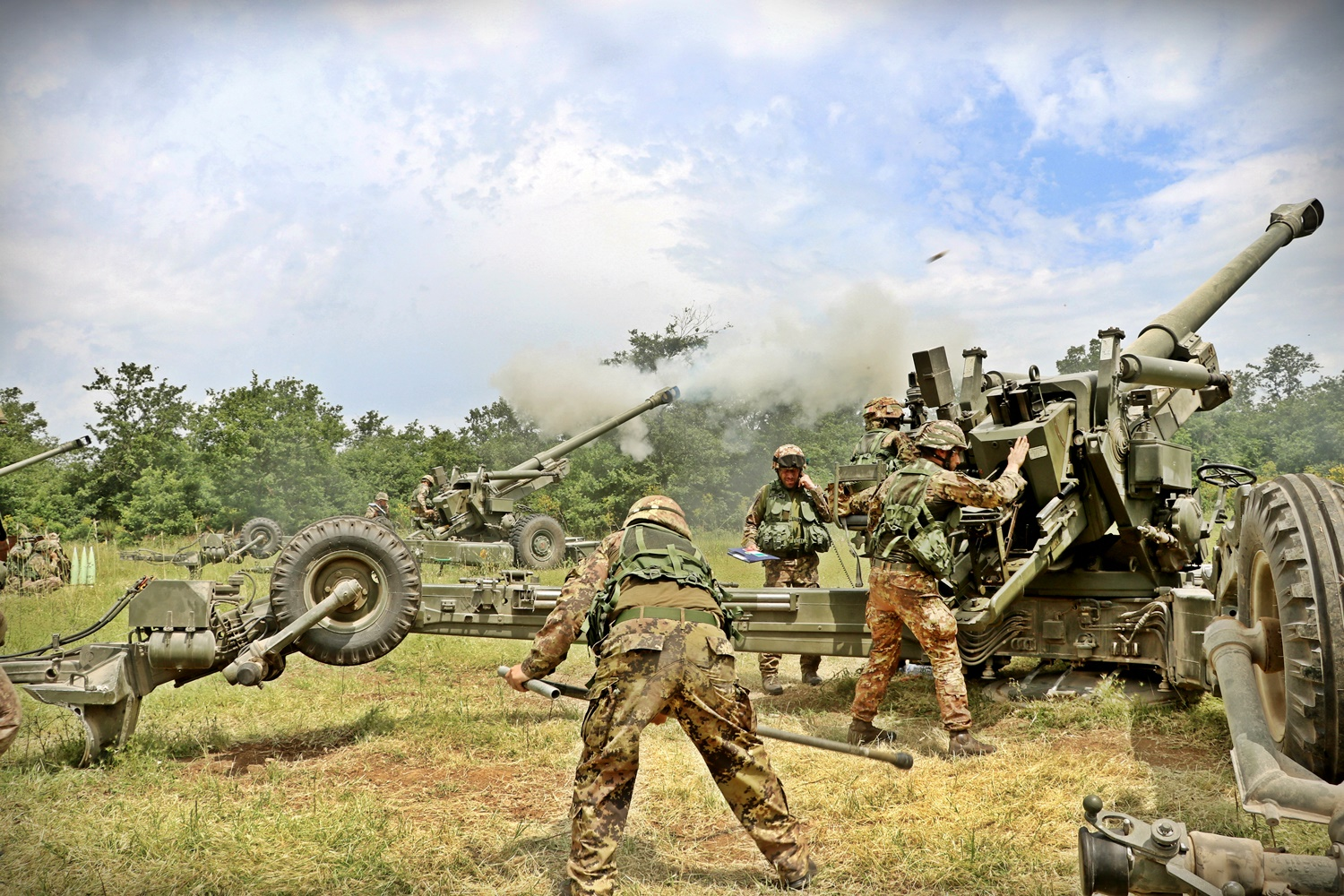
Artiglieri del 1º Reggimento in esercitazione su obici FH 70 nel 2019

Con il ripristino del livello reggimentale nell'Esercito Italiano, il 19 settembre 1992, il Reggimento veneva ricostituito sulla base del Gruppo "Aosta" prendendo la denominazione 1º Reggimento artiglieria da Montagna, alle dipendenze della Brigata alpina "Taurinense".
Nel 2001 viene denominato 1º Reggimento artiglieria terrestre. Nel 2000 e 2002 viene inviato in Kossovo in missione di pace, nel 2003 e 2004 in Afghanistan e nel 2005 partecipa alla missione "Joint Decisive Endeavour" in Kossovo.
Il reggimento è alimentato da volontari in ferma breve e in servizio permanente.

## Soccorso alla popolazione
- Giugno/luglio 1957 i reparti del Reggimento si prodigavano per più giorni nel portare aiuto alle popolazioni della Val Varaita  colpite da un violento nubifragio che aveva causato l'isolamento di numerosi centri abitati rimasti isolati, sgombrando edifici pericolanti, deviando le acque dei fiumi in piena, ripristinando e mantenendo collegamenti di fortuna e rifornendo di viveri, materiali e medicinali le popolazioni colpite; per l'opera prestata il reggimento venne decorato di medaglia d'argento al valor civile.
- Novembre 1994 il reggimento affianca la Croce Rossa Italiana nelle operazioni di soccorso alle popolazioni del Piemonte colpite dall'alluvione; per i soccorsi prestati il reggimento venne premiato con la medaglia di bronzo al merito della Croce Rossa Italiana
- Ottobre/novembre 2011 una componente di oltre 130 uomini più un plotone Genio del 32º Reggimento genio guastatori sono intervenuti in soccorso delle popolazioni colpite dalle alluvioni occorse nelle 5 Terre e nella città di Genova.
- Febbraio 2012: aliquote di personale e mezzi del 1º Reggimento artiglieria terrestre sono mobilitati per l'emergenza maltempo e sono intervenuti per ripristinare la viabilità a Potenza, Melfi, Lagonegro e Forenza.[1]

## Struttura
- comando di reggimento
- batteria di supporto logistico
- batteria acquisizione obiettivi
- gruppo artiglieria da montagna "Aosta"
  - 40ª batteria obici

## Onorificenze
Nella sua storia il 1º Reggimento artiglieria terrestre (montagna) ha meritato le seguenti onorificenze alla bandiera:

### Decorati
- Rodolfo Boselli, tenente
- Mario Ceccaroni, maggiore
- Michele D'Angelo, capitano
- Riccardo De Caroli, capitano
- Novenio Bucchi, sergente

## Persone legate al reggimento
- Carlo Ravnich
- Michele D'Angelo
- Francesco Paolo Figliuolo